# 琥珀蝉
琥珀蝉（学名：Ambragaeana ambra），一种分布于中国云南省及泰国、越南等地的昆虫，是蝉科斑蝉族琥珀蝉属的模式种，模式产地为中国云南西双版纳州勐海县勐阿镇。
在中国，本种于2023年被收录入《有重要生态、科学、社会价值的陆生野生动物名录》。